# Sprintvärldsmästerskapen i kanotsport 1991
Sprintvärldsmästerskapen i kanotsport 1991 anordnades den 21-25 augusti i Paris i Frankrike.

## Medaljsummering
| Pl.    | Nation          | Guld | Silver | Brons | Totalt |
| ------ | --------------- | ---- | ------ | ----- | ------ |
| 1      | Tyskland        | 8    | 4      | 4     | 16     |
| 2      | Ungern          | 4    | 5      | 3     | 12     |
| 3      | Sovjetunionen   | 4    | 2      | 2     | 8      |
| 4      | Frankrike       | 1    | 2      | 2     | 2      |
| 5      | Italien         | 1    | 1      | 1     | 3      |
| 6      | Norge           | 1    | 1      | 1     | 3      |
| 7      | Bulgarien       | 0    | 2      | 1     | 3      |
| 8      | Sverige         | 0    | 1      | 2     | 3      |
| 9      | Spanien         | 1    | 1      | 0     | 2      |
| 10     | USA             | 1    | 0      | 1     | 2      |
| 11     | Australien      | 0    | 2      | 0     | 2      |
| 12     | Tjeckoslovakien | 0    | 0      | 2     | 2      |
| 13     | Storbritannien  | 0    | 0      | 2     | 2      |
| 14     | Kanada          | 1    | 0      | 0     | 1      |
| 15     | Rumänien        | 0    | 1      | 0     | 1      |
| 16     | Kina            | 0    | 0      | 1     | 1      |
| Totalt | Totalt          | 22   | 22     | 22    | 66     |

### Herrar

#### Kanadensare
| Gren        | Guld                                                                       | Tid | Silver                                                             | Tid | Brons                                                                  | Tid |
| C-1 500 m   | Mychajlo Slyvynskyj (URS)                                                  |     | Nikolai Buhalov (BUL)                                              |     | Olaf Heukrodt (GER)                                                    |     |
| C-1 1000 m  | Ivans Klementjevs (URS)                                                    |     | Nikolai Buhalov (BUL)                                              |     | Matthias Röder (GER)                                                   |     |
| C-1 10000 m | Zsolt Bohács (HUN)                                                         |     | Ivans Klementjevs (URS)                                            |     | Andrew Train (GBR)                                                     |     |
| C-2 500 m   | Ungern Attila Pálizs Attila Szabó                                          |     | Sovjetunionen Viktar Renejski Nicolae Juravschi                    |     | Frankrike Olivier Boivin Didier Hoyer                                  |     |
| C-2 1000 m  | Tyskland Ulrich Papke Ingo Spelley                                         |     | Frankrike Olivier Boivin Didier Hoyer                              |     | Sovjetunionen Viktar Renejski Nicolae Juravschi                        |     |
| C-2 10000 m | Ungern István Gyulay Pál Pétervári                                         |     | Rumänien Gheorghe Andriev Romice Haralambie                        |     | Storbritannien Andrew Train Stephen Train                              |     |
| C-4 500 m   | Sovjetunionen Viktar Renejski Nicolae Juravschi Jurij Gurin Valerij Vesjko |     | Frankrike Benoît Bernard Jöel Bettin Philippe Renaud Pascal Sylvoz |     | Tyskland Axel Berndt Andreas Dittmer Sven Montag Thomas Zereske        |     |
| C-4 1000 m  | Sovjetunionen Viktar Renejski Nicolae Juravschi Jurij Hurin Valerij Vesjko |     | Tyskland Olaf Heukrodt Sven Montag Ulrich Papke Ingo Spelley       |     | Bulgarien Nikolaj Buhalov Traitjo Draganov Paisij Lubenov Dejan Slavov |     |

#### Kajak
| Gren        | Guld                                                               | Tid | Silver                                                             | Tid | Brons                                                                   | Tid |
| K-1 500 m   | Renn Crichlow (CAN)                                                |     | Knut Holmann (NOR)                                                 |     | Zsolt Gyulay (HUN)                                                      |     |
| K-1 1000 m  | Knut Holmann (NOR)                                                 |     | Ferenc Csipes (HUN)                                                |     | Greg Barton (USA)                                                       |     |
| K-1 10000 m | Greg Barton (USA)                                                  |     | Beniamino Bonomi (ITA)                                             |     | Morten Ivarsen (NOR)                                                    |     |
| K-2 500 m   | Spanien Juan José Román Juan Manuel Sánchez                        |     | Tyskland Kay Bluhm Torsten Guitsche                                |     | Ungern Ferenc Csipes Zsolt Gyulay                                       |     |
| K-2 1000 m  | Tyskland Kay Bluhm Torsten Guitsche                                |     | Spanien Juan José Román Juan Manuel Sánchez                        |     | Ungern Akos Angyal Béla Petrovics                                       |     |
| K-2 10000 m | Frankrike Philippe Boccara Pascal Boucherit                        |     | Tyskland Kay Bluhm Torsten Guitsche                                |     | Tjeckoslovakien Róbert Erban Juraj Kadnár                               |     |
| K-4 500 m   | Tyskland Detlef Hofmann Oliver Kegel Thomas Reineck André Wohllebe |     | Ungern Attila Ábrahám Ferenc Cspies Gyula Kajner Béla Petrovics    |     | Sovjetunionen Sergej Galkov Oleg Gorobij Serhij Kirsanov Andrej Plitkin |     |
| K-4 1000 m  | Ungern Attila Ábrahám Attila Adám Attila Androvicz László Fidel    |     | Tyskland Detlef Hofmann Oliver Kegel Thomas Reineck André Wohllebe |     | Tjeckoslovakien Karol Becker Richard Botio Karel Hrudik Michael Matus   |     |
| K-4 10000 m | Tyskland Detlef Hofmann Oliver Kegel Thomas Reineck André Wohllebe |     | Australien Ramon Andersson Clint Robinson Ian Rowling Steven Wood  |     | Sverige Jonas Fager Pablo Grate Hans Olsson Peter Orban                 |     |

### Damer

#### Kajak
| Gren       | Guld                                                                | Tid | Silver                                                     | Tid | Brons                                                 | Tid |
| K-1 500 m  | Katrin Borchert (GER)                                               |     | Rita Kőbán (HUN)                                           |     | Josefa Idem (ITA)                                     |     |
| K-1 5000 m | Josefa Idem (ITA)                                                   |     | Anna Wood (AUS)                                            |     | Katrin Borchert (GER)                                 |     |
| K-2 500 m  | Tyskland Ramona Portwich Anke von Seck                              |     | Ungern Éva Dónusz Erika Mészáros                           |     | Sverige Agneta Andersson Anna Olsson                  |     |
| K-2 5000 m | Tyskland Ramona Portwich Anett Schuck                               |     | Sverige Maria Haglund Susanne Rosenquist                   |     | Frankrike Bernadette Bregeon Sabine Gotschy           |     |
| K-4 500 m  | Tyskland Katrin Borchert Monika Bunke Ramona Portwich Anke von Seck |     | Ungern Éva Dónusz Katalin Gyulay Rita Kőbán Erika Mészáros |     | Kina Lui Qingilan Ning Menghua Wang Jing Wen Yangfang |     |